# 陸豐22-1油田
陸豐22-1油田，是中國首座深海採油平台，亦曾為首個廢棄的中外合資海上油田。該油田位於南海珠江口盆地，首次開採時由中挪合資，於恢復開採時改由中國海洋石油獨營。

## 概要
陸豐22-1油田位於香港東南面275公里，具體位置在珠江口盆地的東沙隆起北部，海床水深332.6米。2022年完成重建後，油田設有一座名為「海基一號」的固定採油及生活平台，建於名為「陸豐15-1」的油田擴展區，與16個鑽井連接，並在原有區域設有水下生產設施。
而在重建前，油田不設固定採油平台，僅由浮式儲油生產船「睦寧號」接駁5個水平鑽井，而該船長期停泊於海上繫泊設施。

## 歷史
因應中央政府引進外資的政策，當局在1982年推出中國沿岸第一批油氣田的開採權。當中，陸豐22-1油田所在的區域，在1983年8月批予以美國西方石油公司為首的五間公司。然而，由於經勘探後確認開發風險太大，其中四家公司於1991年放棄開發。澳洲安波爾石油曾承接另外四間公司權益，但又於1996年將之轉讓予挪威國家石油公司，同年5月正式易手。翌年12月27日，油田首次投產。
由於2000年代尾油價下跌，加上機械設備不斷發生故障，導致維修成本過高，中、挪雙方決定於2009年6月15日將油田停產。在浮式儲油生產船「睦寧號」駛離後，剩餘的拆卸工程於2010-11年間進行。
經重新評估後，中海油於2019年決定重新開發此油田，並將開發範圍擴展至鄰近的陸豐15-1構造。至2022年10月3日，重建後的油田正式恢復生產，並成為中國首座深海採油平台。